# Euroregion Silva Nortica
Silva Nortica ist eine Euroregion, und damit einer von zahlreichen die Staatsgrenzen überschreitenden Verbünden, der die grenzüberschreitende Zusammenarbeit von Gemeinden und regionalen Organisationen fördern soll (vgl. Liste der Europaregionen). Sie umfasst Gemeinden und andere Akteure im Waldviertel in Österreich und der Jihočeský kraj (südböhmischen Region) in Tschechien. Die Euroregion ist eine freiwillige Arbeitsgemeinschaft ohne eigene Rechtsfähigkeit.
Der Name „Silva Nortica“ (übersetzt Nordwald, in Quellen auch „silva nordica“ oder „nortica silva“) ist ein historischer Name des ausgedehnten, früher nur dünn besiedelten Waldgürtels nördlich der Donau.
Das Logo der Euroregion stellt einen Baum und Wasser dar, welche typisch für das Waldviertel und Südböhmen sind. Die neun Sterne auf dem Logo stehen für die neun Bezirke (fünf waldviertler und vier südböhmische Bezirke) die die Euroregion umfasst.

## Ziele
Ziele der Euroregion sind die „Nachhaltige Entwicklung des Grenzgebiets“, grenzüberschreitende Infrastruktur, Schutz der Umwelt, Beihilfe der Landwirtschaft und Landschaftspflege, Entwicklung des Tourismus sowie die Erhöhung der Lebensqualität der Menschen. Die Verfolgung dieser Ziele erfolgt unter Nutzung der EU-Programme, einer gemeinsamen Gliederung und Entwicklungsstrategien, qualitativ wertvoller Projekte, Beseitigung der psychischen und physischen Grenze, gut entwickelte Euregio, zufrieden gestellte Anrainer sowie interregionale Mitwirkschaft.

## Geschichte
Die Euroregion "Silva Nortica" wurde am 28. Mai 2002 im Wirtschaftspark Gmünd/Ceske Velenice gegründet. In der Anfangszeit wurden vermehrt grenzüberschreitende Projekte, wie beispielsweise "Willkommen Nachbar" gegründet, wobei sich im folgenden Jahr ihre Bekanntheit durch die geförderten Projekte steigerte. Dabei weitete sich der Verwaltungs- und Administrationsbereich auf die Region Waldviertel und Südböhmisches Land aus. Um die Bandbreite des Einflusses zu erweitern, schloss man sich im Jahre 2005 der Arbeitsgemeinschaft Europäischer Grenzregionen an. Noch im selben Jahr verlegte das österreichische Sekretariat den Sitz von Edelhof/Zwettl nach Zwettl. Im Anschluss erweiterte man das Projektangebot, sodass man sich nun mit der Planung von grenzüberschreitenden Radwegen auseinandersetzte. Das Programm "Europäische territoriale Zusammenarbeit Österreich -TSCHR", das bis 2013 lief, wurde von der Euroregion im Jahre 2007 vorbereitet und ins Leben gerufen. Dabei wurden im Folgejahr weitere wichtige grenzüberschreitende Projekte, wie z. B. "Mobilität grenzenlos" und "Wirtschaftsplattform ERSN" gestartet, die jeweils bis zum Jahre 2011 aktiv waren. Durch die Unterstützung und Anerkennung von internationalen, regionalen und staatlichen Institutionen wurde die Region gestärkt und es kam in den Jahren 2009 bis 2011 zu einer Mitgliedschaft in der "Assoziation der Euroregios der Tschechischen Republik".

## Geografie

### Tschechischer Teil
Die tschechische Seite der Euregion erstreckt sich über eine Fläche von 6035 km², in der Region leben rund 444.500 Einwohner.
Die Region zählt zum Tschechischen Massiv und weist wesentlichen Kontingent des Wittingauer und Budweiser Beckens auf. Erholung, traditionelle Teichwirtschaft sowie Landwirtschaft sind hier vorrangig. Natur- und Kulturdenkmäler sind stark in dieser Region vertreten. Mit 70 km² Wasserfläche zählt der Teich Rožmberk Rosenberg-Weiher zu einem der größten Europas.

### Österreichischer Teil
Auf österreichischer Seite der Euregion erstreckt sich das Waldviertel mit einer Fläche von 4604 km² und beheimatet rund 224.000 Menschen. Die Erhöhung des Waldviertels ist zurückzuführen auf das Tschechische Massiv, welches von Granit- und Gneisverwitterung geprägt ist. Die Forst- und Landwirtschaft beruht auf Klein- und Mittelunternehmen. Der Tourismus stützt sich auf Gesundheit und Sport.

## Projekte
- „Wirtschaftsplattform ERSN“, Dauer von 2008 bis 2011, Schwerpunkte: Politische Zusammenarbeit-Lehrlinge, Bildungsprogramme, statistische Erhebungen etc.
- „Interregionale Mobilität-Mobilität grenzenlos“ Dauer von 2008–2011, Ziel:die österreichische und tschechische Infrastruktur im Grenzraum durch öffentliche Verkehrsmittel zu verbinden bzw. stärken
- „Qualist“, Dauer von 2010 bis 2013, Ziel: die Lebensqualität in deutschen, tschechischen und österreichischen Kleinstädten erhöhen[5]
- Schaffung einer überregional verbindenden Schnellzugverbindung "Silvea Nortica" Wien-Gmünd-Prag ab 2022[6]